# Kerner (Rebsorte)

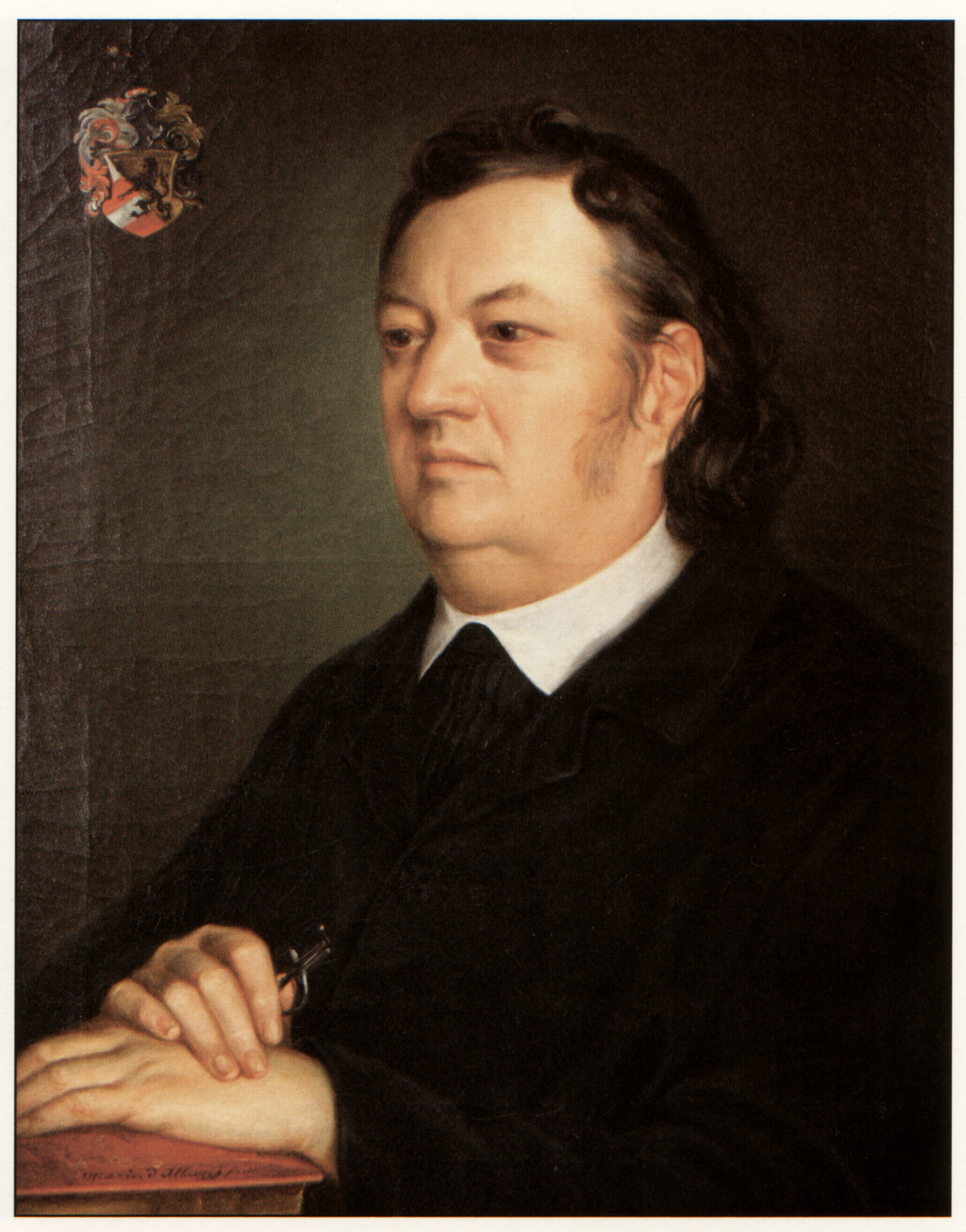
Justinus Kerner

Kerner ist eine Weißweinsorte. Die Sorte ist eine rieslingähnliche Neuzüchtung aus der LVWO Weinsberg. Die Anbaufläche ist in Deutschland stark zurückgegangen.

## Abstammung, Herkunft
Bei ihrer Züchtung an der Außenstelle Lauffen am Neckar der Staatlichen Lehr- und Versuchsanstalt für Wein- und Obstbau, die ihren Sitz in Weinsberg hat, wurden 1929 roter Trollinger und weißer Riesling durch den Rebzüchter August Herold gekreuzt. Die Neuzüchtung erhielt 1969 Sortenschutz und wurde im selben Jahr in die Sortenliste eingetragen. Zu Beginn sprach man vom weißen Herold, später wurde die Rebsorte mit Bezug auf den schwäbischen Dichter Justinus Kerner, der in Weinsberg gelebt hatte, in Kerner umbenannt.
1974 wurde eine Mutation des Kerners gefunden, die neue Rebsorte Kernling.

## Ampelografische Sortenmerkmale
- Die Triebspitze ist offen und mittelstark weißlich behaart, bronziert.
- Der Triebwuchs ist kräftig und die Triebe zeigen eine starke Geiztriebbildung.
- Die mittelgroßen kreisförmigen Blätter sind fünflappig und stark gebuchtet. Die Stielbucht ist V-förmig und überlappt. Die Blattoberfläche ist leicht blasig.
- Die geschulterte Traube ist klein bis mittelgroß und kegelförmig. Die rundlichen Beeren sind mittel bis groß und von grüngelblicher Farbe. Der Geschmack des Fruchtfleisches ist neutral.

Reife: mittelspät

## Eigenschaften
Vorteilhaft ist die gute Winterfrostwiderstandsfähigkeit, die starke Wüchsigkeit und der spätere Austrieb. Dadurch entgeht er eventuellen späten Frühjahrsfrösten. Nachteilig ist die Oidiumanfälligkeit und die starke Geiztriebbildung, welche vermehrte Laubarbeit erfordert. Eine Überempfindlichkeit besteht auch gegen das Arabismosaik-Virus (Kernerkrankheit).

## Ansprüche
Die relativ robuste Sorte stellt nur mittelhohe Ansprüche an die Lage. Extrem trockene Standorte sind ungeeignet.

## Ertrag
Kerner ist eine sehr ertragreiche Sorte.

## Verbreitung
Die größte Bedeutung hat die Sorte in Deutschland. Im Jahr 1999 waren es noch 6.828 ha. Im Jahr 2021 wurden 2.150 ha bestockte Rebfläche mit Kerner registriert.
Der Anbau ist in den letzten Jahren stark rückläufig und leidet unter dem Negativimage als Neuzüchtung. Durch die von der Versuchsanstalt Weinsberg ins Leben gerufene „Justinus K.“-Sonderlinie soll die Wertigkeit dieser Sorte herausgestrichen werden. Das Label ist an besondere Vorgaben im Weinberg und Keller geknüpft und kann überregional verwendet werden.
| Anbaugebiet          | Fläche ha (2019) |
| Deutschland          | 2.357            |
| Rheinland-Pfalz      | 1.768            |
| Rheinhessen          | 714              |
| Pfalz                | 730              |
| Mosel                | 196              |
| Nahe                 | 121              |
| Mittelrhein          | 8                |
| Ahr                  | 2                |
| Baden-Württemberg    | 331              |
| Württemberg          | 280              |
| Baden                | 51               |
| Bayern (Franken)     | 176              |
| Neue Bundesländer    |                  |
| Sachsen-Anhalt       | 35               |
| Sachsen              | 27               |
| Thüringen            | 4                |
| Hessen               | 19               |
| Rheingau             | 9                |
| Hessische Bergstraße | 10               |
| Nordrhein-Westfalen  | 2                |

Quelle: Statistisches Bundesamt (2021): Land- und Forstwirtschaft, Fischerei. Landwirtschaftliche Bodennutzung – Rebflächen. Fachserie 3 Reihe 3.1.5.

## Wein
Der Wein ist dem Silvaner ähnlich. Leichtere Kerner-Weine mit höheren Säuregehalten erinnern an rassige Rieslinge. Als Prädikatswein zeigt er sich kräftig, rund und nussartig, manchmal mit leichtem Muskatton.

## Synonyme
Sieben Synonyme sind bekannt: Herold Triumpf, Herold Weiss, Kerner Bijeli, Trollinger x Riesling Renano We S 25/30, We S 2530, Weinsberg S 25-30, Weinsberg S 2530.